# Waldemar Kiepski
Waldemar Kiepski – postać fikcyjna, bohater komediowego serialu telewizyjnego Świat według Kiepskich. W jego rolę wcielał się Bartosz Żukowski.

## Charakterystyka
Jego ojcem jest bezrobotny Ferdynand, matką salowa Halina, siostrą Mariola, a babcią Rozalia, nazywana po prostu Babką. Od 2011 jest mężem Jolanty Pupci. Przez ojca jest nazywany „Cycem”.
Jest przedstawiany jako osoba bez hobby i bezmyślna w zachowaniu, ograniczająca swoje zainteresowania do picia alkoholu i oglądania telewizji. Jego styl mówienia cechuje się tym, że trudno mu się wysłowić oraz źle wymawia niektóre wyrazy. Przed wyjazdem do Ameryki w 2004 był silnie związany z ojcem i często pomagał mu w licznych interesach. Podobnie jak ojciec jest arogancki wobec innych oraz nie lubi swoich najbliższych sąsiadów: Mariana Paździocha i Arnolda Boczka. Nękał Babkę, kradnąc jej rentę i zamykając ją w szafie. Po powrocie do Polski w 2011 zmienił swój charakter: stał się posłuszny swojej ukochanej Jolancie oraz często kłócił się ze swoim ojcem. Po ślubie Waldek i Jolasia zamieszkali w swoim mieszkaniu.

## Odbiór
Postać Waldemara stała się popularna w kulturze masowej i powszechnie uchodzi za jeden z symboli głupoty i prymitywizmu. Pierwowzorem postaci był sąsiad Janusza Sadzy, scenarzysty serialu.
Początkowo rola Waldemara przypadła Marcinowi Krawczykowi, jednak aktor ostatecznie z niej zrezygnował. Drugi casting do roli wygrał Bartosz Żukowski, który dzięki grze w serialu stał się powszechnie znanym aktorem. W wywiadach powtarzał, że lubi grać tę postać i nie przeszkadza mu, jak jest on przedstawiany w serialu. W 2002 zrezygnował z roli z powodu zmęczenia postacią i chęcią rozwoju artystycznego, lecz w 2003 podjął decyzję o powrocie. W 2004 decyzją producenta i wskutek osobistych problemów Żukowski ponownie przestał grać w serialu. Po kilku latach przerwy powrócił do obsady.
1 kwietnia 2015 telewizja Polsat wyemitowała 461. odcinek Świata według Kiepskich, w którym piłkarz Sebastian Mila zagrał sobowtóra Waldka. Sportowiec jest podobny do aktora Bartosza Żukowskiego, a podczas gry w klubie Śląsk Wrocław był nazywany „Waldusiem”.